# Battaglia di Samarra (363)
La battaglia di Samarra avvenne nel giugno del 363, e fece parte dell'invasione romana, guidata dall'imperatore Giuliano, contro l'impero sasanide della Persia. Come grande schermaglia, la battaglia non fu in sé decisiva, ma molti dei comandanti di entrambe le parti perirono nella lotta, e lo stesso imperatore romano fu ferito a morte. Ormai privi di guida, i romani, isolati all'interno del territorio persiano e con poche scorte a disposizione, furono costretti ad accettare la pace. Il trattato diede un vantaggio notevole ai sasanidi, in quanto questi riottennero il controllo dell'Armenia e il possesso delle cinque province che si trovavano oltre il Tigri (Intilene, Zabdicene, Arzanene, Moxoene e Corduene).

## Contesto
L'imperatore romano Giuliano aveva invaso l'impero sasanide con un esercito di 95 000 uomini, sperando di cambiare l'equilibrio di potente in oriente, dove i Romani avevano subito vari rovesci sotto Costanzo II, e forse anche di sostituire lo Shahanshah Sapore II col fratello Ormisda. Secondo uno storico moderno, Giuliano commise ben due errori cruciali fin dall'inizio della campagna:
1. aveva diviso in due il suo esercito, 65 000 sotto il proprio comando e gli altri 30 000 nel contingente settentrionale sotto il cugino Procopio.
2. aveva rinunciato ad affrontare e sconfiggere l'esercito principale sasanide prima di attaccare la capitale a Ctesifonte, un grave errore che gli sarebbe costata la campagna.

Come conseguenza dei suoi errori, Giuliano vinse una vittoria tattica nei pressi di Ctesifonte, ma rinunciò ad espugnare la città, e inoltre Procopio non riuscì a riunirsi al suo esercito per colpa del tradimento del re di Armenia Arsace II, incaricato di assecondare i movimenti del contingente settentrionale. Come suo terzo errore, Giuliano congedò allora la flotta che lo aveva portato fino a Ctesifonte, e parte del carico andò perduto di proposito, lasciando l'esercito con provviste che duravano al massimo tre settimane; quindi si diresse verso l'entroterra dei domini di Sapore, sperando in una battaglia campale. Numerosi cronisti cristiani, più lo storico Ammiano Marcellino, lo avrebbero considerato l'errore decisivo che avrebbe portato al disastro finale. David S. Potter ritiene che altro errore di Giuliano fu quello di aver organizzato una campagna rischiosa ed essere partito senza degli adeguati strumenti d'assedio, e quindi si sarebbe ritirato una volta compreso che Ctesifonte fosse troppo ben difesa per essere assalita, e per giunta da un esercito che stava finendo le sue scorte. Stando a Edward Gibbon, le provviste che la flotta poteva concedere ai Romani erano comunque insufficienti, e Giuliano sperava che le province interne della Persia, più fertili, avrebbe potuto sfamarli. Tuttavia, Sapore aveva implementato la tattica della terra bruciata, dando fuoco a qualunque terreno i Romani dirigessero la loro marcia, fiaccandoli sempre di più. Giuliano, capendo che il suo esercito non poteva ricevere né provviste né rinforzi, provò a dirigere una battaglia campale con Sapore, ma questi lo evitò, e le sue guide riuscirono soltanto a confonderlo. Si arrivò dunque al punto della ritirata al distretto di Corduene a nord, dove sperò di rifornire il suo esercito. Nel viaggio che durò alcuni giorni, i Romani affrontarono delle schermaglie persiane, e inflissero loro pesanti sconfitte alla battaglia di Maranga, arrivarono comunque stanchi e affamati a destinazione.

## La battaglia
Dopo tre giorni, l'esercito romano, mentre avanzava in formazioni a quadrato a sud di Samarra, fu preso in un'imboscata che partì come una schermaglia persiana contro la retroguardia romana. In seguito, una grande quantità di cavalieri ed elefanti caddero al centro dell'ala destra romana comandata da Anatolio. Secondo quanto narra Ammiano, Giuliano mirò subito a lottare contro i persiani senza armatura, che si era tolto per via del caldo eccessivo; riuscì a sollevare il morale dell'esercito e a respingere il nemico sull'ala destra, ma la sua guardia personale si disperse nella lotta e Giuliano fu trafitto al fianco da una lancia che gli penetrò nel fegato, forse usata da un ausiliare saraceno lakhmide come concluse il suo dottore Oribasio. Ferito mortalmente, l'imperatore cadde a cavallo e perse i sensi, mentre la lotta proseguiva in maniera indecisiva fino a notte fonda. L'ala destra dei Romani era stata sconfitta, e Anatolio ucciso, ma nel resto del campo i Persiani si erano ritirati, i loro elefanti e cavalieri dispersi, e i loro più nobili generali uccisi. Da un qualsiasi punto di vista, i vincitori della battaglia potevano essere i Romani o i Persiani.
Quello che è certo è che Giuliano morì per la ferita riportata, circondato dai suoi ufficiali. Le sue ultime parole sarebbero state "Νενίκηκάς με, Γαλιλαῖε" ("Hai vinto, Galileo"), riconoscendo che, con la sua morte, il cristianesimo sarebbe dilagato nell'impero come religione ufficiale. Tuttavia, questo fatto ha assoluta origine molto più prossima, tramite un registro derisorio da parte di Teodoreto di Cirro nella sua Historia Ecclesiastica, libro III, cap. 20 (c. 429), come esclamazione fatta dall'imperatore al momento della ferita fatale, senza che lo riportasse nessun altro registro contemporaneo, anche tra gli scrittori più ostili all'imperatore.
Libanio, nelle sue oratorie, commemora la vita e le gesta dell'ultimo imperatore romano cristiano legittimo, dichiarando inizialmente che Giuliano fu assassinato da un cristiano che era tra i suoi soldati, salvo poi correggersi che l'assassino fu un soldato saraceno o persiano. Anche Ammiano Marcellino, capo biografo di Giuliano e amato storico del tardo IV secolo, dubita che il colpevole fosse un cristiano, e fa eco sulla dichiarazione di Libanio che a commettere il gesto che danneggiò gravemente Roma fu un persiano.

## Trattato di pace
Siccome Giuliano non aveva scelto un successore, i comandanti si riunirono per l'apposita elezione. L'onore fu concesso al prefetto Salustio, e al suo rifiuto cadde su Gioviano, dissoluto ma amabile comandante della guardia domestica dell'imperatore, il cui padre fu un generale che si era distinto nello stesso servizio. Gioviano riprese la ritirata sulla sponda orientale del Tigri, con i Romani perseguitati dai Persiani soprattutto negli scontri successivi a Samarra e a Carche dove i Persiani, rinvigoriti dalla morte di Giuliano, furono respinti a malapena. Dopo altri quattro giorni di cammino, i Romani raggiunsero finalmente Dura, dove tentarono invano di costruire un ponte per attraversare il fiume, e vennero circondati dai persiani. Ma nonostante la situazione completamente insperata, i Persiani mandarono avanti i loro emissari che chiesero la pace. Costretto dal voler salvare sé stesso e il suo esercito dalla distruzione totale, Gioviano accettò i termini del trattato che seguì, e che revocò le condizioni favorevoli che Diocleziano aveva preteso da Narsete, nonno di Sapore: oltre ad accettare una pace di trent'anni, i Romani dovettero cedere il controllo dell'Armenia, il possesso delle cinque province che si trovavano oltre il Tigri (Intilene, Zabdicene, Arzanene, Moxoene e Corduene) e ben quindici fortezze, fondate da Diocleziano stesso, tra cui quelle strategiche a Nisibis e Singara, svuotate dei loro abitanti. La perdita della catena di fortificazioni che Diocleziano aveva fatto costruire fu la mazzata tra capo e collo nelle difese orientali nell'impero romano, e diede ai Persiani un vantaggio notevole nei loro seguenti scontri con i Romani.